# Істон (Міссурі)
Істон (англ. Easton) — місто (англ. city) в США, в окрузі Б'юкенан штату Міссурі. Населення — 227 осіб (2020).

## Географія
Істон розташований за координатами 39°43′22″ пн. ш. 94°38′23″ зх. д. / 39.72278° пн. ш. 94.63972° зх. д. (39.722836, -94.639844).  За даними Бюро перепису населення США в 2010 році місто мало площу 1,50 км², з яких 1,50 км² — суходіл та 0,00 км² — водойми.

## Демографія
Згідно з переписом 2010 року, у місті мешкали 234 особи в 103 домогосподарствах у складі 67 родин. Густота населення становила 156 осіб/км².  Було 110 помешкань (73/км²).
Расовий склад населення:
| - 95,3 % — білих - 1,3 % — корінних американців - 0,4 % — азіатів |

До двох чи більше рас належало 3,0 %. Частка іспаномовних становила 4,7 % від усіх жителів.
За віковим діапазоном населення розподілялося таким чином: 16,7 % — особи молодші 18 років, 68,3 % — особи у віці 18—64 років, 15,0 % — особи у віці 65 років та старші. Медіана віку мешканця становила 45,7 року. На 100 осіб жіночої статі у місті припадало 98,3 чоловіків;  на 100 жінок у віці від 18 років та старших — 95,0 чоловіків також старших 18 років.
Середній дохід на одне домашнє господарство  становив 56 387 доларів США (медіана — 55 313), а середній дохід на одну сім'ю — 65 861 долар (медіана — 61 250). Медіана доходів становила 50 714 долари для чоловіків та 32 917 доларів для жінок. За межею бідності перебувало 3,9 % осіб, у тому числі 7,1 % дітей у віці до 18 років та 0,0 % осіб у віці 65 років та старших.
Цивільне працевлаштоване населення становило 136 осіб. Основні галузі зайнятості: виробництво — 22,8 %, роздрібна торгівля — 17,6 %, мистецтво, розваги та відпочинок — 16,9 %, освіта, охорона здоров'я та соціальна допомога — 16,9 %.